# Kamilou Daouda
Kamilou Daouda   (Agadez, 29 de desembre de 1987) és un futbolista de Níger de la dècada de 2010.
Fou internacional amb la selecció de futbol del Níger. Pel que fa a clubs, destacà a Club Sportif Sfaxien.